# Chiesa dei Santi Sette Fratelli Martiri (Ranica)
La chiesa dei Santi Sette Fratelli Martiri è la parrocchiale di Ranica, in provincia e diocesi di Bergamo; fa parte del vicariato di Alzano Lombardo.

## Storia
La chiesa intitolata ai santi Sette Fratelli Martiri e alla loro madre Santa Felicita di Ranica, da un documento del 1260, si apprende che dipendeva dal primiceriato di Seriate; la parrocchia fu eretta, invece, il 4 ottobre del 1540 per volere del vescovo Pietro Lippomano. Nello stesso secolo, con la nuova divisione territoriale diocesana, fu inglobata nel vicariato di Seriate. La chiesa venne poi riedificata nel 1524; di questa struttura sopravvive solo la torre campanaria.
Nel 1720 la parrocchia fu ceduta dal vicariato di Seriate a quello di Sorisole. La prima pietra della nuova chiesa fu posta nel 1782; il progetto, elaborato da Giacomo Caniana, fu modificato durante i lavori dal capomastro locale Simone Elia e la costruzione venne portata a termine nel 1804. La chiesa fu aggregata alla vicariata di Alzano nel 1822. La consacrazione dell'edificio di culto avvenne il 28 settembre 1828. Dalla relazione della visita pastorale del vescovo Giovanni Paolo Dolfin del 1780 si apprende che, filiali della parrocchiale di Ranica, erano le chiesette di Biandrazzo, Chignola e Ripa Camazzi. Tra il 1960 ed il 1961 l'edificio venne completamente ristrutturato. Nel 1971 la chiesa passò alla zona pastorale II, per poi essere riaggregata al vicariato di Alzano nel 1979.

## Descrizione

### Esterno
La chiesa si presenta con l'abside rivolta a oriente. Il fronte principale si compone da un unico elemento diviso in cinque sezioni verticali terminanti con una cornice che divide le fasce centrali su due ordini. Centrale l'ingresso principale con contorno in pietra. Nella parte superiore vi è la scritta con tessere di mosaico: D O M SS. SEPTEM FRATRIBUS MM. ET EORUM MATRI FELICITATI DICATUM. La parte termina con una balaustra n pietra artificiale. 
Il posizione più arretrata vi è una sezione semicircolare con la volta divisa da lesene e cornici che riprendono la sezione inferiore. 
La torre campanaria è posta sul lato sinistro della chiesa, e presenta una forma più esile rispetto la chiesa.

### Interno

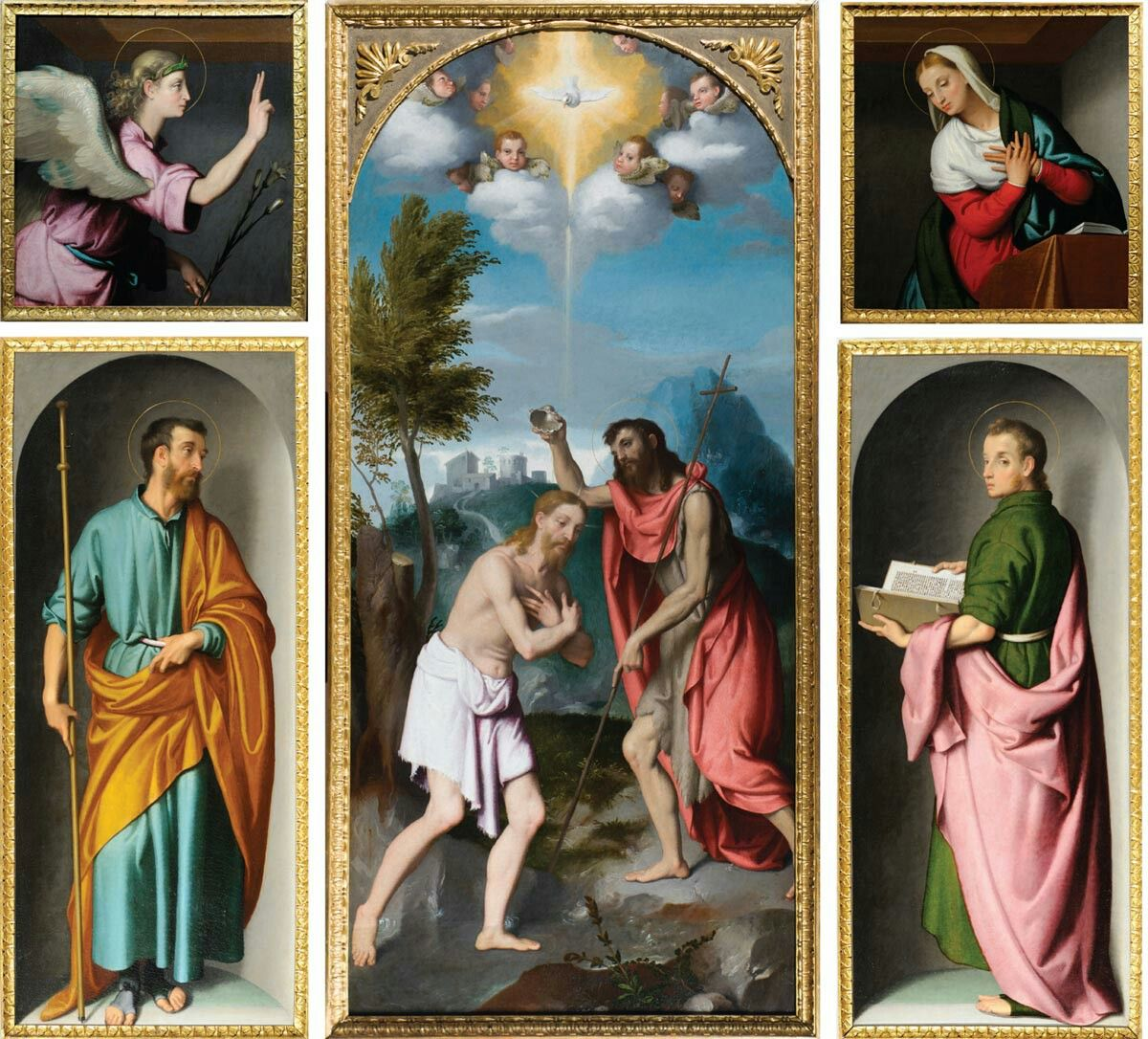
Giovan Battista Moroni, "Battesimo di Cristo, san Giacomo, san Giovanni evangelista, Annunciazione", olio su tela

All'interno della chiesa sono conservate opere di pregio risalenti a diverse epoche, a partire dal Rinascimento fino alle più recenti realizzate a metà dell'Ottocento.
A sovrastare l'altare minore sinistro vi è il polittico di Giovan Battista Moroni a cinque scomparti raffigurante il Battesimo di Cristo, san Giacomo, san Giovanni evangelista e l'Annunciazione. Dello stesso autore troviamo altri dipinti: Cristo crocifisso con i santi, Maria Madre del Signore, Giovanni apostolo, Maria Maddalena e Defendente (figura rappresentata in quanto l'opera era originariamente la pala di altare della chiesa di San Defendente in Bergamo, poidemolita). Presso l'altare minore del lato destro della chiesa è ubicata la pala di Gian Paolo Cavagna del 1627: la Deposizione. 
L'altare maggiore invece è caratterizzato dalla presenza di un'imponente pala, il Martirio di Santa Felicita e dei suoi sette figli, opera di Francesco Coghetti del 1857. 
In sagrestia è custodito il dipinto dell'"Annunciazione" di Fabio Ronzelli, mentre nel coro della chiesa è presente il quadro di Carlo Ceresa con soggetto la Madonna con Bambino e san Giovannino.
Degne di nota sono anche le opere sul soffitto della navata, molte delle quali sono decorazioni a fresco attribuite a Filippo Comerio, come Trasfigurazione, Allegoria della Natura di Dio, San Michele Arcangelo, Mosé e Sacrificio di Isacco.